# John Jennings

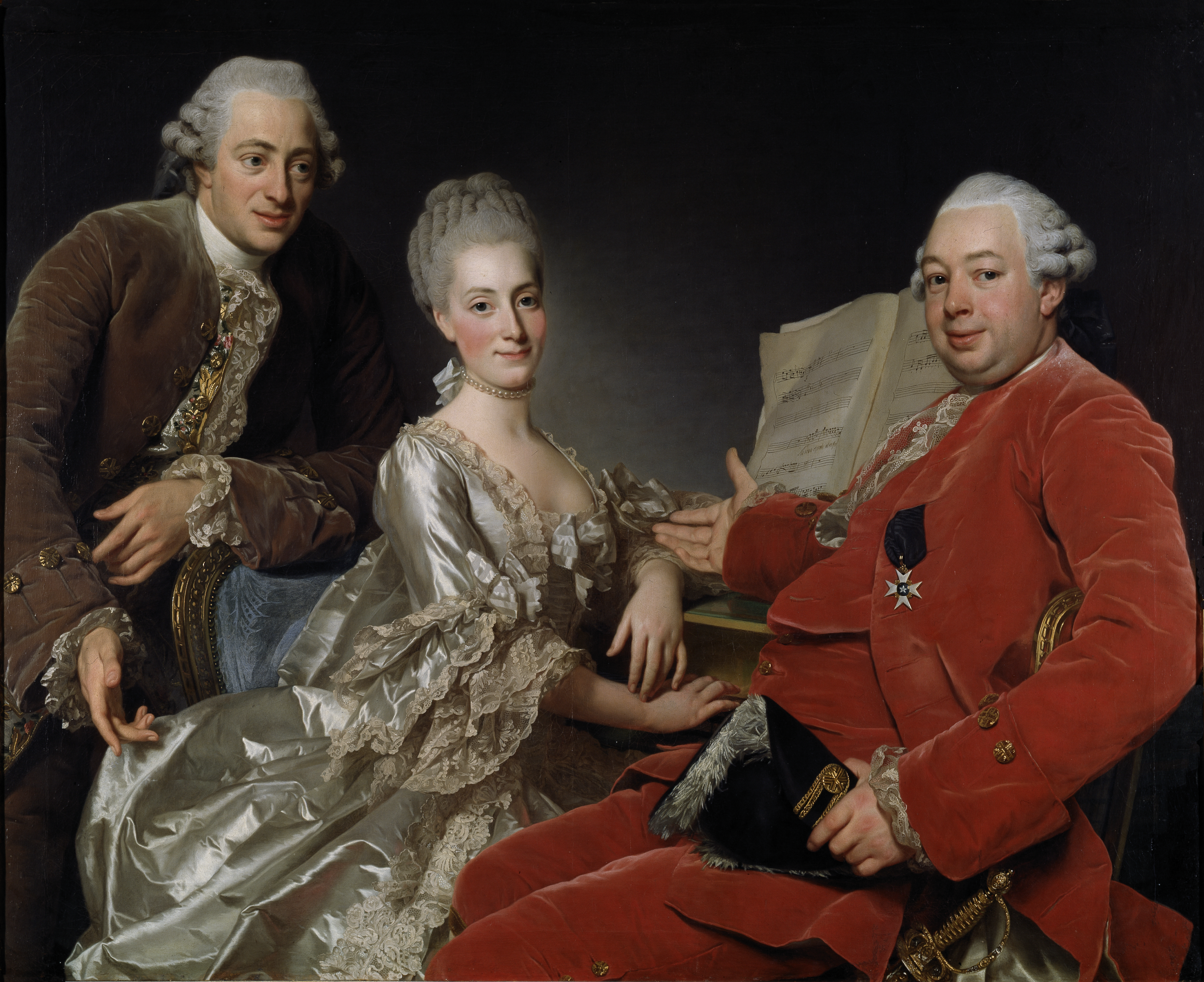
Alexander Roslins målning Familjen Jennings (1769) föreställande John Jennings (till höger) tillsammans med sin bror Frans och dennes hustru Jeanne Trembley.

John Jennings, född 3 december 1729 i Stockholm, död 14 december 1773 på Forsmarks bruk, var en svensk köpman, bruksägare och politiker (Hattpartiet); ledamot av sekreta utskottet 1760–1762 och 1769–1770. Han var bland annat en av pionjärerna bakom bruksindustrin i Västerbotten.

## Biografi
John Jennings var son till kommerserådet Frans Jennings, bördig från Irland och den förste i den svenska adelsätten Jennings, och till Maria Christina Bedoire, dotter till Jean Bedoire den yngre.
John Jennings uppfostrades i England. Efter familjens återflyttning till Sverige tjänstgjorde han 1750–1753 vid Livregementet där han avancerade till ryttmästare.
Efter denna period började han i sin fars fotspår bedriva affärer i stor skala. Han hade stor nytta av den kredit som han fick tillgång till via sin svärfar Thomas Plomgren, som i sin tur fått den från det maktägande Hattpartiet. Genom stora lån i riksbanken kunde Jennings köpa och anlägga en mängd järnbruk, bland annat Robertsfors bruk och Olofsfors bruk. Hans goda kunskaper på området gjorde att affärerna gick bra, och ledde till hans inval såväl som fullmäktig i Järnkontoret samt till hans inval i Vetenskapsakademien år 1756, som svensk ledamot nummer 153. Akademien tilldelade samma år Jennings sin guldmedalj för förbättrad konstruktion av masugnar.
Från 1752 till 1762 drev Jennings, Robert Finlay och Jacob Graver en "engelsk garfverii fabrique" med kungligt privilegium i kvarteret Asplunden på Kungsholmen. Affärsidén var att garva oxhudar till sulläder som garveriet skulle sälja till Stockholms skomakare. Otillräcklig efterfrågan på sulläder och tillgång till råvaror gjorde dock att lönsamheten var dålig.
Jennings var även mycket intresserad av kanalbyggnader. Han fick bland annat riksbankens styrelse att anslå 300 000 daler kopparmynt för att bygga Trollhätte slussverk.
Vid 1760–1762 års riksdag började han även aktivt delta i det politiska livet. Han tjänstgjorde där som Hattarnas skattmästare. Som en förmögen man bidrog han med pengar som stöd till partiet. Redan här deltog han i sekreta utskottet. Vid 1769 års riksdag deltog han mycket aktivt med att återföra Hattarna till makten. Vid frihetstidens sista riksdag blev han mycket häftigt angripen av den välkände ekonomiske författaren Anders Nordencrantz. Denne hävdade att Jennings genom sina finansoperationer framkallat den ekonomiska oredan i riket. Jennings skrev utförliga försvarstal som även publicerades 1772. En särskild deputation från alla fyra stånden tillsattes för att undersöka anklagelserna, men undersökningen avbröts av Gustav III:s statskupp.
Jennings fick hovmarskalks namn 1770. Han gifte sig 1753 med Hedvig Sofia Plomgren, som levde 1734–1780.
Fadern Frans Jennings köpte 1742 Skånelaholms gods i Skånela socken i Uppland. År 1753 instiftades det som fideikommiss för ätten Jennings. Efter faderns död 1754 blev John Jennings dess innehavare. Han efterträddes 1773 av sin son Frans, född 1759, död ogift 1798.